# Liodrosophila viridifrons
Liodrosophila viridifrons är en tvåvingeart som beskrevs av Toyohi Okada 1992. Liodrosophila viridifrons ingår i släktet Liodrosophila och familjen daggflugor. Inga underarter finns listade i Catalogue of Life.